# Songs for the Sinners
Songs For the Sinners jest piątym studyjnym albumem fińskiej heavymetalowej grupy Charon. Nagrywany i miksowany w Helsinkach w 2005. Damski wokal wykonany przez Jenny Heinonen.

## Lista utworów
1. Colder
2. Deep Water
3. Bullet
4. Rain
5. Air
6. She Hates
7. Ride on Tears
8. Gray
9. Rust
10. House of the Silent